# NGC 382
NGC 382 es una galaxia elíptica de la constelación de Piscis.
Fue descubierta el 4 de noviembre de 1850 por el astrónomo William Parsons.